# Mycteroperca rubra
Mycteroperca rubra là một loài cá trong họ Cá mú. Nó có thể đợc được tìm thấy ở Albania, Algérie, Angola, Bénin, Bosna và Hercegovina, Cameroon, Cabo Verde, Cộng hòa Congo, Cộng hòa Dân chủ Congo, Croatia, Síp, Ivory Coast, Ai Cập, Guinea Xích Đạo, Gabon, Gambia, Ghana, Gibraltar, Hy Lạp, Guinée, Guiné-Bissau, Israel, Ý, Liban, Liberia, Libya, Malta, Mauritanie, Maroc, Antille thuộc Hà Lan, Nicaragua, Nigeria, Bồ Đào Nha, São Tomé và Príncipe, Sénégal, Serbia và Montenegro, Sierra Leone, Slovenia, Tây Ban Nha, Syria, Togo, Tunisia, Thổ Nhĩ Kỳ và Tây Sahara.